# Eleições parlamentares na Mongólia em 2024
As eleições parlamentares na Mongólia foram realizadas em 28 de junho de 2024, para determinar a composição da Grande Assembleia Estatal para os próximos 4 anos (2024-2028). Pela primeira vez desde a redemocratização do país em 1990, o número de parlamentares aumentou após uma emenda constitucional, nesse caso, foi de 76 para 126 parlamentares.
O partido governista, Partido Popular da Mongólia (PPM), embora tenha perdido quase 10% dos votos, e ter obtido 5% a mais de diferença em relação ao seu rival pelo voto popular (Partido Democrático), garantiu 54% dos assentos no parlamento, o que lhe fez manter a maioria absoluta e se declarar vencedor nas eleições parlamentares.